# Island (visual novel)
Island (アイランド?, Airando, lett. "Isola") è una visual novel giapponese sviluppata da Front Wing, pubblicata il 28 aprile 2016 per Microsoft Windows da Prototype. Due adattamenti manga hanno avuto inizio sempre ad aprile 2016, mentre un adattamento anime, prodotto da Feel, è stato trasmesso tra il 1º luglio e il 16 settembre 2018.

## Personaggi

### Personaggi principali
Setsuna Sanzenkai (三千界 切那?, Sanzenkai Setsuna)
Rinne Ohara (御原 凛音?, Ohara Rinne)
Doppiata da: Yukari Tamura
Sara Garandō (伽藍堂 紗羅?, Garandō Sara)
Doppiata da: Rie Murakawa
Karen Kurutsu (枢都 夏蓮?, Kurutsu Karen)
Doppiata da: Kana Asumi

### Altri personaggi
Kuon Ohara (御原 玖音?, Ohara Kuon)
Doppiata da: Rina Satō
Tarō Harisu (播守 太郎?, Harisu Tarō)
Doppiato da: Takamasa Mogi
Moritsugu Kurutsu (枢都 守継?, Kurutsu Moritsugu)
Doppiato da: Mitsuru Ogata
Subaru Kurutsu (枢都 守春?, Kurutsu Subaru)
Doppiato da: Kengo Kawanishi
Kenji Morisu (森須 賢治?, Morisu Kenji)
Doppiato da: Shin'ya Fukumatsu
Momoka Yamabuki (山吹 桃香?, Yamabuki Momoka)
Doppiata da: Ai Kakuma

## Modalità di gioco
Il videogioco è una visual novel romantica, in cui il giocatore dovrà assumere il ruolo di Setsuna Sanzenkai trascorrendo la maggior parte del gameplay a leggere la storia e i dialoghi. Il testo è accompagnato dagli sprite dei personaggi, che posti sulle immagini di sfondo, rappresentano le persone a cui Setsuna rivolge la parola. Il gioco, in alcune parti della storia, offre anche alcune immagini in CG che sostituiscono le immagini di sfondo e gli sprite.
La trama non è lineare, bensì esistono tre linee narrative principali, ognuna delle quali può essere sperimentata dal giocatore in compagnia di un'eroina diversa. Nel corso del gameplay ci sono momenti in cui, infatti, lo scorrimento del testo si ferma e vengono offerte varie opzioni, alcune delle quali possono far terminare il gioco prematuramente. Per scoprire il contenuto di tutte le linee narrative, è necessario rigiocare la storia più volte, provando tutte le combinazioni di scelte possibili.

## Sviluppo e distribuzione
Progettato da Front Wing, Island è stato prodotto da Ryūichirō Yamakawa e scritto da G.O. con la colonna sonora composta da Hijiri Anze. Il character design è stato sviluppato da Yōsai Kūchū, mentre gli sfondi sono stati forniti da Magnum e Cre-p. Classificato come un gioco rivolto a tutte le età, è stato definito dagli sviluppatori "una fiaba momentanea ed eterna" (せつなとえいえんのおとぎばなし?, setsuna to eien no otogibanashi). È stato pubblicato da Prototype il 28 aprile 2016 per Microsoft Windows e il 23 febbraio 2017 per PlayStation Vita. Una versione per Android era stata pianificata per il 2016, e a dicembre 2015 Front Wing aveva annunciato anche di stare considerando una pubblicazione oltremare in lingua inglese, poi fissata per il 2018 in concomitanza con l'uscita dell'anime.
Island ha una sigla d'apertura e due di chiusura. La sigla di apertura è Traveler's tale di Riya degli eufonius, mentre le due sigle di chiusura sono rispettivamente Present (プレゼント?, Purezento) di Chata e Kimi ga ita (きみがいた?) degli eufonius.

## Altri media

### Manga
Un adattamento manga di Naoya Yao ha iniziato la serializzazione sulla rivista Cosplay Channel di Simsum Media il 21 aprile 2016. Un secondo manga yonkoma crossover tra Island e Berlin wa kane di NyaroMelon, intitolato Island x Berlin wa kane (『ISLAND』×『ベルリンは鐘』?), è stato pubblicato sul sito Champion Tappu! di Akita Shoten tra il 7 e il 21 aprile 2016.

### Anime
Annunciato a marzo 2016, un adattamento anime, prodotto da Feel e diretto da Keiichirō Kawaguchi, è andato in onda dal 1º luglio al 16 settembre 2018. La composizione della serie è stata affidata a Naruhisa Arakawa, mentre la colonna sonora è stata composta da Akiyuki Tateyama. Le sigle di apertura e chiusura sono rispettivamente Eien no hitotsu (永遠のひとつ?) di Yukari Tamura ed Eternal Star di Asaka. Gli episodi sono stati trasmessi in streaming in simulcast, anche coi sottotitoli in lingua italiana, da Crunchyroll.

#### Episodi
| Nº | Titolo italiano Giapponese 「Kanji」 - Rōmaji                                                 | In onda           | In onda |
| Nº | Titolo italiano Giapponese 「Kanji」 - Rōmaji                                                 | Giapponese        |         |
| 1  | Ci incontriamo di nuovo 「またあえたねあなたと」 - Mata aeta ne anata to                      | 1º luglio 2018    |         |
| 2  | Non voglio che provi rimpianto 「くやまないでほしいから」 - Kuyamanaide hoshii kara           | 8 luglio 2018     |         |
| 3  | Il modo giusto di tessere i sogni 「ただしいゆめのつむぎかた」 - Tadashii yume no tsumugikata | 15 luglio 2018    |         |
| 4  | Questo mondo è pieno di segreti 「このせかいはひみつだらけ」 - Kono sekai wa himitsu darake   | 22 luglio 2018    |         |
| 5  | È per questo che credo in te 「だからあなたをしんじてる」 - Dakara anata o shinjiteru         | 29 luglio 2018    |         |
| 6  | Mi basta che tu sia qui 「そこにあなたがいればいい」 - Soko ni anata ga ireba ii              | 5 agosto 2018     |         |
| 7  | Voglio amarti per sempre 「ずっとすきでいたいのに」 - Zutto suki de itai no ni                | 12 agosto 2018    |         |
| 8  | Amami quando ci incontreremo di nuovo 「またあえたらあいしてね」 - Mata aetara aishite ne     | 19 agosto 2018    |         |
| 9  | Ci incontriamo di nuovo 「マタアエタナオマエト」 - Mata aeta na omae to                       | 26 agosto 2018    |         |
| 10 | Non voglio più provare rimpianto 「モウクヤミタクナイカラ」 - Mō kuyamitaku nai kara          | 2 settembre 2018  |         |
| 11 | Ci siamo rincontrati, ma tu… 「またあえたけどアナタは」 - Mata aeta kedo anata wa             | 9 settembre 2018  |         |
| 12 | Mano nella mano, verso il futuro 「てをつないでアシタへ」 - Te o tsunaide ashita e            | 16 settembre 2018 |         |